# Нолито
Мануэ́ль Агу́до Дура́н (исп. Manuel Agudo Durán) более известный, как Ноли́то (исп. Nolito; род. 15 октября 1986, Санлукар-де-Баррамеда, Андалусия) — испанский футболист, нападающий. Выступал за сборную Испании. Участник чемпионата Европы 2016 года.

## Клубная карьера

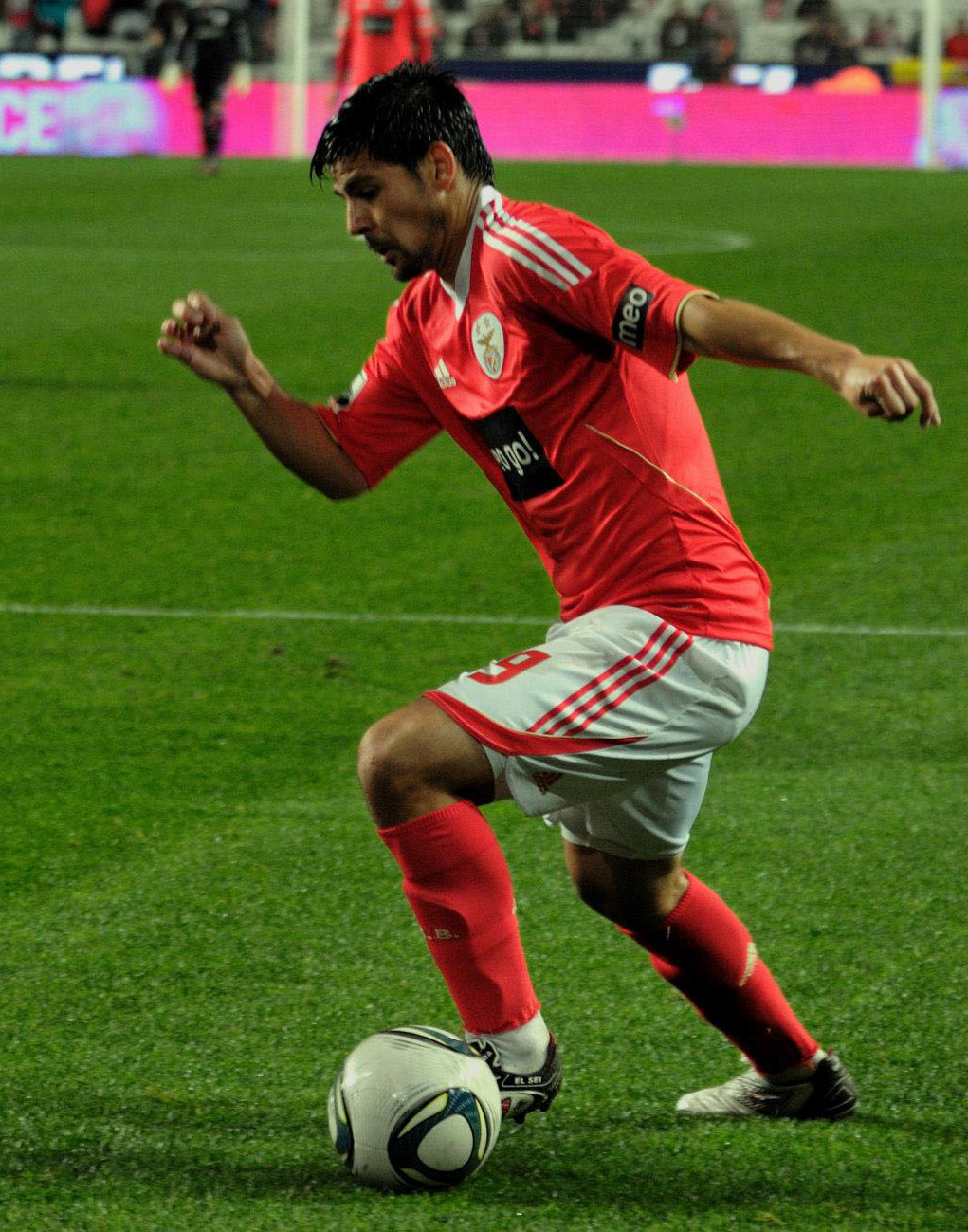
Нолито в составе «Бенфики».

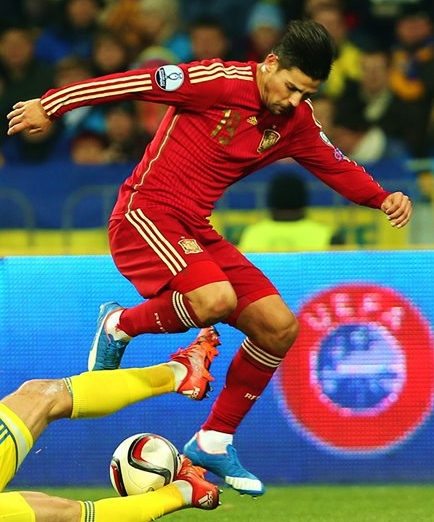
Нолито в составе сборной Испании.

Нолито прибыл в «Барселону» в возрасте 22 лет, перейдя из «Эсихи Баломпье». В Сегунде Б за вторую команду «каталонцев» забил 12 голов и помог команде в следующем сезоне подняться на дивизион выше — во вторую лигу.
3 октября 2010 года, в возрасте 23 лет, Нолито дебютировал за «Барселону» в Примере, заменив Педро Родригеса в матче против «Мальорки»; 10 ноября он открыл счет в игре с «Сеутой» в матче Кубка Испании.
Нолито сделал хет-трик 7 марта 2011 года, когда «Барселона Б» обыграла «Тенерифе».
В 2011 году испанец перешёл в лиссабонскую «Бенфику», подписав с новым клубом контракт на пять лет. 27 июля в квалификационном раунде Лиги чемпионов против турецкого «Трабзонспора» Нолито забил свой первый гол за португальскую команду в первой же официальной встрече. В ответном поединке он поразил ворота турецкого клуба вновь. 12 августа в матче против «Жил Висенте» Нолито дебютировал в Сангриш лиге. В этом же поединке он забил свой первый гол в чемпионате. 16 августа в матче квалификации Лиги чемпионов против нидерландского «Твенте» Нолито забил гол и помог «Бенфике» выйти в основной турнир соревнования. Всего в своем первом сезоне Нолито забил за «орлов» 11 мячей.
В начале 2013 года Нолито на правах аренды перешёл в испанскую «Гранаду». 2 февраля в матче против мадридского «Реала» он дебютировал за новую команду. В этом поединке после поданным Нолито углового Криштиану Роналду срезал мяч в свои ворота, и этот гол остался единственным и помог «Гранаде» одержать первую победу над сливочными за последние сорок лет. 3 марта в матче против «Мальорки» он забил свой первый гол за команду. Летом Нолито вернулся в «Бенфику».
1 июля он перешёл в «Сельту», подписав контракт на четыре года. В новом клубе он воссоединился с Луисом Энрике, который тренировал его в дубле «Барселоны». Сумма трансфера составила 2,6 млн евро. В матче против «Эспаньола» Нолито дебютировал за новую команду. 25 августа в поединке против «Бетиса» он забил свой первый гол за «Сельту». В своём дебютном сезоне Нолито забил 14 мячей, став лучшим бомбардиром команды. Во втором сезоне он поразил ворота соперников 13 раз.
1 июля 2016 года перешёл в английский «Манчестер Сити» за 18 миллионов евро. Контракт подписан сроком на 3+1 года. 13 августа в матче против «Сандерленда» Нолито дебютировал в английской Премьер лиге. 16 августа в отборочном матче Лиги чемпионов против румынского «Стяуа» он забил свой первый гол за «Манчестер Сити». 20 августа в поединке против «Сток Сити» Нолито сделал «дубль», забив свои первые голы за клуб в чемпионате. В сезоне испанец принял участие в 30 матчах (в 16 из них вышел в стартовом составе), забил 6 мячей и отдал 5 результативных передач.
16 июля 2017 года Нолито подписал контракт с «Севильей», перейдя в команду по неофициальной информации за 9 млн евро. Соглашение рассчитано до июня 2020 года. В матче против «Эспаньола» он дебютировал за новую команду. 9 сентября в поединке против «Эйбара» Нолито забил свой первый гол за «Севилью».

## Международная карьера
18 ноября 2014 года в товарищеском матче против сборной Германии Нолито дебютировал за сборную Испании. 29 мая 2016 года в поединке против Боснии и Герцеговины он сделал «дубль», забив свои первые голы за национальную команду.
Летом 2016 года Нолито попал в заявку сборной на участие в чемпионате Европы во Франции. На турнире он сыграл в матчах против команд Чехии, Турции, Хорватии и Италии. В поединке против турок Нолито забил гол.

### Голы за сборную Испании
| #  | Дата         | Место                                    | Противник            | Счёт | Результат | Соревнование          |
| -- | ------------ | ---------------------------------------- | -------------------- | ---- | --------- | --------------------- |
| 1. | 29 мая 2016  | АФГ Арена, Санкт-Галлен, Швейцария       | Босния и Герцеговина | 1:0  | 3:1       | Товарищеский матч     |
| 2. | 29 мая 2016  | АФГ Арена, Санкт-Галлен, Швейцария       | Босния и Герцеговина | 2:0  | 3:1       | Товарищеский матч     |
| 3. | 1 июня 2016  | Ред Булл Арена, Вальс-Зиценхайм, Австрия | Республика Корея     | 3:0  | 6:1       | Товарищеский матч     |
| 4. | 1 июня 2016  | Ред Булл Арена, Вальс-Зиценхайм, Австрия | Республика Корея     | 5:0  | 6:1       | Товарищеский матч     |
| 5. | 17 июня 2016 | Альянц Ривьера, Ницца, Франция           | Турция               | 2:0  | 3:0       | Чемпионат Европы 2016 |

## Статистика

### Клубная статистика
По состоянию на 26 апреля 2019 года
| Выступление      | Выступление      | Выступление      | Лига | Лига | Кубки | Кубки | Еврокубки | Еврокубки | Остальные | Остальные | Итого | Итого |
| Клуб             | Лига             | Сезон            | Игры | Голы | Игры  | Голы  | Игры      | Голы      | Игры      | Голы      | Игры  | Голы  |
| ---------------- | ---------------- | ---------------- | ---- | ---- | ----- | ----- | --------- | --------- | --------- | --------- | ----- | ----- |
| Эсиха Баломпье   | Сегунда          | 2006/2007        | 31   | 2    | 5     | 3     | 0         | 0         | 0         | 0         | 36    | 5     |
| Эсиха Баломпье   | Сегунда          | 2007/2008        | 40   | 13   | 0     | 0     | 0         | 0         | 0         | 0         | 40    | 13    |
| Эсиха Баломпье   | Итого            | Итого            | 71   | 15   | 5     | 3     | 0         | 0         | 0         | 0         | 76    | 18    |
| → Барселона B    | Сегунда          | 2008/2009        | 28   | 4    | 0     | 0     | 0         | 0         | 0         | 0         | 28    | 4     |
| → Барселона B    | Сегунда          | 2009/2010        | 40   | 12   | 0     | 0     | 0         | 0         | 0         | 0         | 40    | 12    |
| → Барселона B    | Сегунда          | 2010/2011        | 38   | 13   | 0     | 0     | 0         | 0         | 0         | 0         | 38    | 13    |
| → Барселона B    | Итого            | Итого            | 106  | 29   | 0     | 0     | 0         | 0         | 0         | 0         | 106   | 29    |
| Барселона        | Примера          | 2010/11          | 2    | 0    | 3     | 1     | 0         | 0         | 0         | 0         | 5     | 1     |
| Барселона        | Итого            | Итого            | 2    | 0    | 3     | 1     | 0         | 0         | 0         | 0         | 5     | 1     |
| Бенфика          | Лига Сагриш      | 2011/12          | 29   | 11   | 7     | 1     | 12        | 3         | 0         | 0         | 48    | 15    |
| Бенфика          | Лига Сагриш      | 2012/13          | 6    | 1    | 6     | 0     | 3         | 0         | 0         | 0         | 15    | 1     |
| Бенфика          | Итого            | Итого            | 35   | 12   | 13    | 1     | 15        | 3         | 0         | 0         | 63    | 16    |
| Гранада →        | Примера          | 2012/13          | 17   | 3    | 0     | 0     | 0         | 0         | 0         | 0         | 17    | 3     |
| Гранада →        | Итого            | Итого            | 17   | 3    | 0     | 0     | 0         | 0         | 0         | 0         | 17    | 3     |
| Сельта           | Примера          | 2013/14          | 35   | 14   | 2     | 0     | 0         | 0         | 0         | 0         | 37    | 14    |
| Сельта           | Примера          | 2014/15          | 36   | 13   | 1     | 0     | 0         | 0         | 0         | 0         | 37    | 13    |
| Сельта           | Примера          | 2015/16          | 29   | 12   | 0     | 0     | 0         | 0         | 0         | 0         | 29    | 12    |
| Сельта           | Итого            | Итого            | 100  | 39   | 3     | 0     | 0         | 0         | 0         | 0         | 103   | 39    |
| Манчестер Сити   | Премьер-лига     | 2016/17          | 6    | 3    | 0     | 0     | 3         | 2         | 0         | 0         | 9     | 5     |
| Манчестер Сити   | Итого            | Итого            | 6    | 3    | 0     | 0     | 3         | 2         | 0         | 0         | 9     | 5     |
| Севилья          | Примера          | 2017/18          | 30   | 4    | 5     | 1     | 7         | 0         | 0         | 0         | 42    | 5     |
| Севилья          | Примера          | 2018/19          | 3    | 0    | 3     | 1     | 10        | 3         | 0         | 0         | 16    | 4     |
| Севилья          | Итого            | Итого            | 33   | 4    | 8     | 2     | 17        | 3         | 0         | 0         | 58    | 9     |
| Всего за карьеру | Всего за карьеру | Всего за карьеру | 370  | 105  | 32    | 7     | 35        | 8         | 0         | 0         | 437   | 120   |

## Достижения

### Командные
«Барселона»
- Чемпион Испании: 2010/11

«Бенфика»
- Обладатель Кубка португальской лиги: 2011/12

«Севилья»
- Победитель Лиги Европы УЕФА: 2019/20

### Личные
- Игрок месяца Ла Лиги (2): сентябрь 2014, сентябрь 2015